# Juan 21

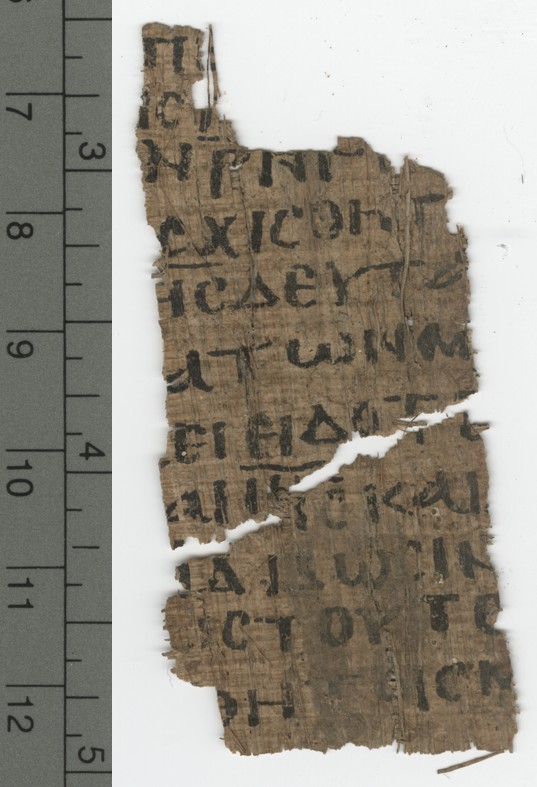
John 21:11–14, 22–24 en Papiro 122 (siglos IV-V)

Juan 21 es el vigésimo primero y último capítulo del Evangelio de Juan del Nuevo Testamento de la Biblia cristiana. Contiene un relato de una aparición tras la crucifixión en Galilea, que el texto describe como la tercera vez que Jesús se había aparecido a sus discípulos. En el transcurso de este capítulo, hay una pesca milagrosa de 153 peces, la confirmación del amor de Pedro por Jesús, una predicción de la muerte de Pedro en la vejez, y un comentario sobre el futuro del discípulo amado. 

## Texto
El texto original fue escrito en Griego koiné. Este capítulo está dividido en 25 Versículos.

### Testigos textuales
Algunos manuscritos antiguos que contienen el texto de este capítulo son:
- Papiro 66 (c. 200 d. C.; Versículos existentes 1-9, 12, 17)[2]
- Papiro 109 (siglo III; existen los Versículos 18-20, 23-25).[3]
- Códice Vaticano (325-350)
- Codex Sinaiticus (330-360; completo)
- Papiro 122 (siglos IV-V; existen los Versículos 11-14, 22-24)[4]
- Codex Bezae (c. 400)
- Codex Alexandrinus (400-440)
- Codex Ephraemi Rescriptus (c. 450; completo)[5][6]
- Papiro 59 (siglo VII; existen los Versículos 7, 12-13, 15, 17-20, 23)[7]

## ¿Una adición posterior?

### Discusiones académicas
Según Helmut Koester (2000), de forma similar al Pericope Adulterae, Juan 21:1-25, aunque presente en todos los manuscritos existentes, también se reconoce ampliamente como una adición posterior. Algunos creen que un redactor añadió posteriormente algún texto a la obra del autor original. Los argumentos a favor de esta hipótesis incluyen:
- El hecho de que Juan 20:30-Juan 31 parece ser el final original del evangelio, que se repite en una versión exagerada en Juan 21:25.[8] 20:30-31 resume los muchos signos que Jesús realizó para sus seguidores, no todos los cuales podrían ser registrados en el Evangelio.
- El hecho de que Juan 21 comienza con la «transición juanina», Después de estas cosas... [9] (en griego: Μετὰ ταῦτα, romanizado: meta tauta) que se utiliza con frecuencia en el Cuarto Evangelio,[10] ha llevado a algunos estudiosos a sugerir que Juan 21 fue añadido de la misma manera que Marcos 16:9-20.
- La Restauración de Pedro (Juan 21:3-19) enfatiza el liderazgo eclesiástico de Pedro, lo que puede indicar que esta adición tenía la intención de tomar partido en 'una discusión posterior sobre las reivindicaciones en competencia de las autoridades apostólicas', especialmente en Juan 21:15-17, en la que Jesús instruye a Pedro a '¡Tender mis ovejas! ', es decir, que guíe al rebaño (pueblo laico) como pastor (literalmente 'pastor').[8]
- La parte sobre el discípulo a quien Jesús amaba (Juan 21:20-24) 'subraya la autoridad de la tradición especial de este evangelio como el informe de un testigo ocular.'[8] En particular, 21:24 muestra un gran parecido con el comentario anterior sobre la fiabilidad del testigo ocular en Juan 19:35. [8] Esta urgencia por convencer al lector de la credibilidad del evangelio, con la afirmación de que se basa en el relato de un testigo ocular, parece estar en desacuerdo con el clímax del evangelio original, donde, después de que Tomás el Dudoso llega a creer en la resurrección de Jesús, los que creen sin haber visto son bendecidos por encima de los que necesitan pruebas para creer (Juan 20:24-Juan 20:29). [8]
- El Padre de la Iglesia Tertuliano escribió: «¿Y por qué esta conclusión del evangelio afirma que estas cosas fueron escritas a menos que sea para que creáis, dice, que Jesucristo es el hijo de Dios?», que describe el final del capítulo 20, no el capítulo 21. [11]

Los eruditos que se oponen a una adición posterior de otro autor han argumentado lo siguiente:
- Ningún manuscrito existente del Evangelio de Juan omite el capítulo 21.[8][12]>
- Westcott propuso la teoría de que el autor simplemente decidió añadir un incidente adicional en algún momento después de escribir el libro, pero antes de la publicación final. Según este punto de vista, el redactor y el autor original son la misma persona.
- Donald Guthrie comentó: 'Es poco probable que otro autor escribiera esta sección, ya que en ella hay varios puntos de contacto con el estilo y el lenguaje de los capítulos anteriores.'[13]
- Paul N. Anderson y Ben Witherington III sostienen que el apéndice se añadió después de que el discípulo a quien Jesús amaba hubiera muerto, momento en el que el evangelio alcanzó su forma definitiva.[14]

### Otros comentarios
Este comentario se refiere al capítulo 21 del Evangelio de Juan, que es considerado una adición al texto original, posiblemente escrita por el mismo evangelista o por uno de sus discípulos. En este capítulo se aborda el tema de la Iglesia y su estructura, con un enfoque particular en la relación entre el discípulo amado (Juan) y Pedro. Uno de los puntos clave es la comunión que existe entre Pedro y el discípulo amado, lo que subraya la unidad en la comunidad de los primeros discípulos. Aunque Pedro recibe de Jesús una misión especial de liderazgo en la Iglesia —representada en la escena donde Jesús le pregunta tres veces si lo ama y le encomienda apacentar sus ovejas (Juan 21,15-17)—, el discípulo amado reconoce y respeta esa autoridad. A través de su testimonio oral y escrito, el discípulo amado parece refrendar la primacía de Pedro, fortaleciendo la legitimidad de su liderazgo. Este reconocimiento de Pedro como guía de la Iglesia, con el respaldo del discípulo amado, tiene una gran importancia eclesial. Refleja la unidad y cooperación entre los apóstoles y muestra que, aunque Juan ocupa un lugar especial en la cercanía con Jesús, reconoce a Pedro como el pastor principal, a quien se le confía el cuidado de toda la comunidad de creyentes. En resumen, el capítulo destaca tanto la autoridad pastoral de Pedro como la complementariedad y apoyo que existe entre los líderes de la Iglesia primitiva, consolidando la estructura eclesial que comenzaba a formarse en torno a su misión de guiar a los seguidores de Cristo.

### Pruebas manuscritas
La Nestle-Aland Novum Testamentum Graece (27.ª ed.), así como las principales traducciones del Nuevo Testamento (por ejemplo, Biblia del rey Jacobo, New American Standard Bible, NIV, Revised Standard Version, New Revised Standard Version) mantienen este capítulo en sus ediciones como original.
En un ensayo aportado en nombre de los eruditos no convencidos de ningún sentido decisivo de «originalidad» de Juan 21 (publicado en 2007), el autor jesuita Félix Just escribió: «No poseemos (¡desgraciadamente!) ningún manuscrito antiguo de Juan que termine realmente en Juan 20:31.» En otras palabras, los manuscritos antiguos que contienen el final de Juan 20 también contienen texto de Juan 21. Así pues, si Juan 21 es un añadido, fue tan temprano (lo que no se pone en duda: parte de Juan 21 aparece en el Papiro 66) y tan extendido, que no ha sobrevivido ninguna prueba de la forma anterior. Sin embargo, esto debe sopesarse con la tendencia a la pérdida de las primeras y últimas páginas de los códices: sólo hay cuatro papiros que dan testimonio de Juan 20-21, tres de los cuales datan del siglo IV o antes.
Novum Testamentum Graece (NA28) y las Sociedades Bíblicas Unidas (SBU5) proporcionan el texto crítico de Juan 21.
En 2006, tras el descubrimiento de un manuscrito en papiro sahídico del siglo IV (Bodleian MS. Copt.e.150(P)) algunos estudiosos especularon con la posibilidad de que dicho texto terminara en 20:31, pero no es concluyente debido a su estado fragmentario.

## Contenido

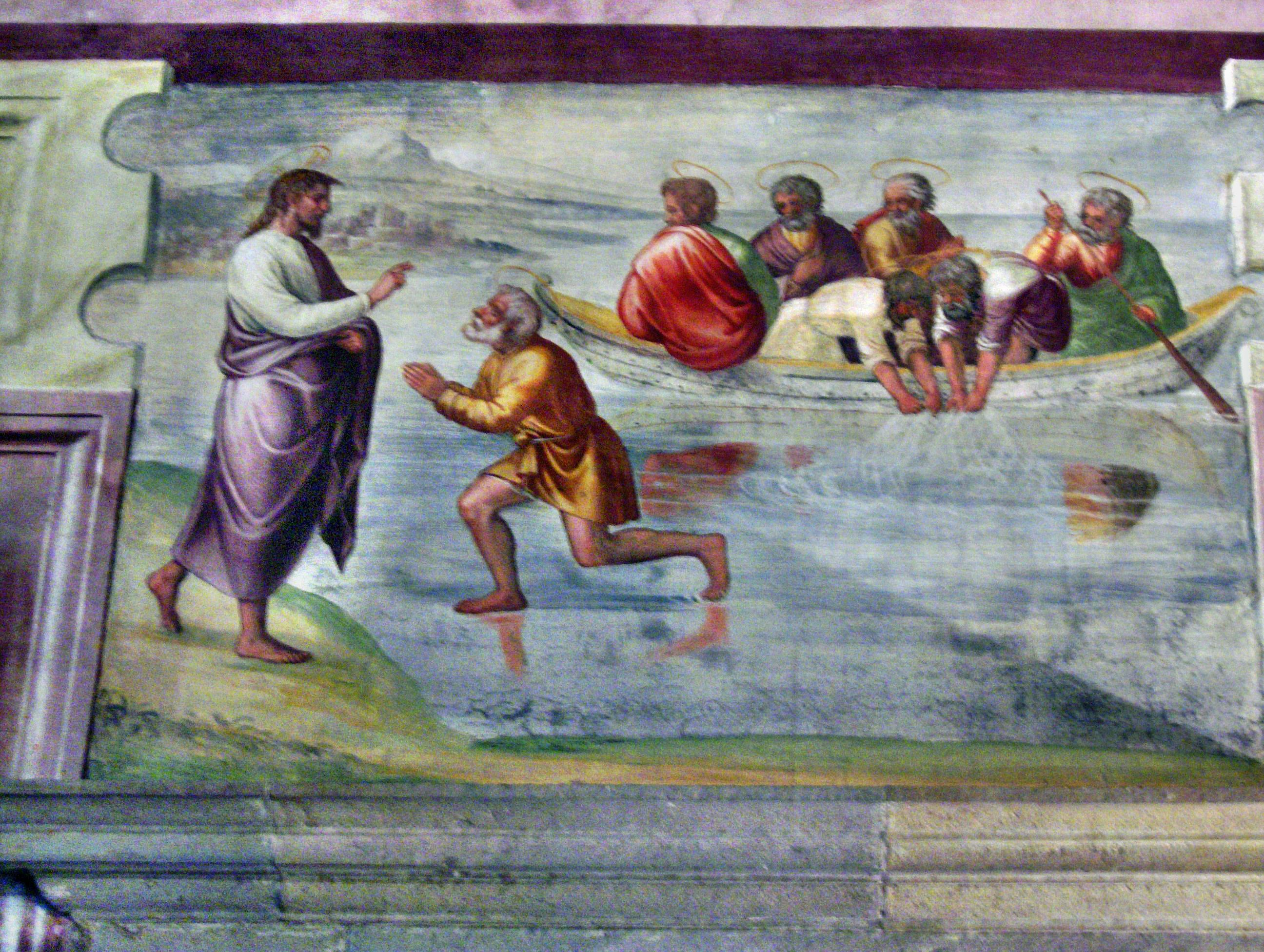
Pesca milagrosa de 153 peces fresco en la Catedral de Spoleto, Italia

.

### Versículos 1-14
Desayuno junto al mar de Tiberíades (Versículos 1-14)

#### Versículos 1-2
Después de estas cosas, Jesús se reveló de nuevo a los discípulos en el mar de Tiberíades. Se reveló de esta manera. 
Estaban juntos Simón Pedro, Tomás el Mellizo, Natanael de Caná de Galilea, los hijos de Zebedeo y otros dos de sus discípulos
De estos siete discípulos, los dos últimos permanecen sin nombre. Ernst Wilhelm Hengstenberg sugiere que pueden haber sido Andrés y Felipe, mientras que Heinrich Meyer sugiere que eran discípulos no apostólicos del grupo más amplio de los que siguieron a Jesús.

#### Versículo 4
Al amanecer, Jesús se detuvo en la orilla; pero los discípulos no sabían que era Jesús.
El escenario fue en la «madrugada», o al amanecer. Alfred Plummer señala que una mejor traducción es «Jesús vino y se paró en la playa.

#### Versículo 11

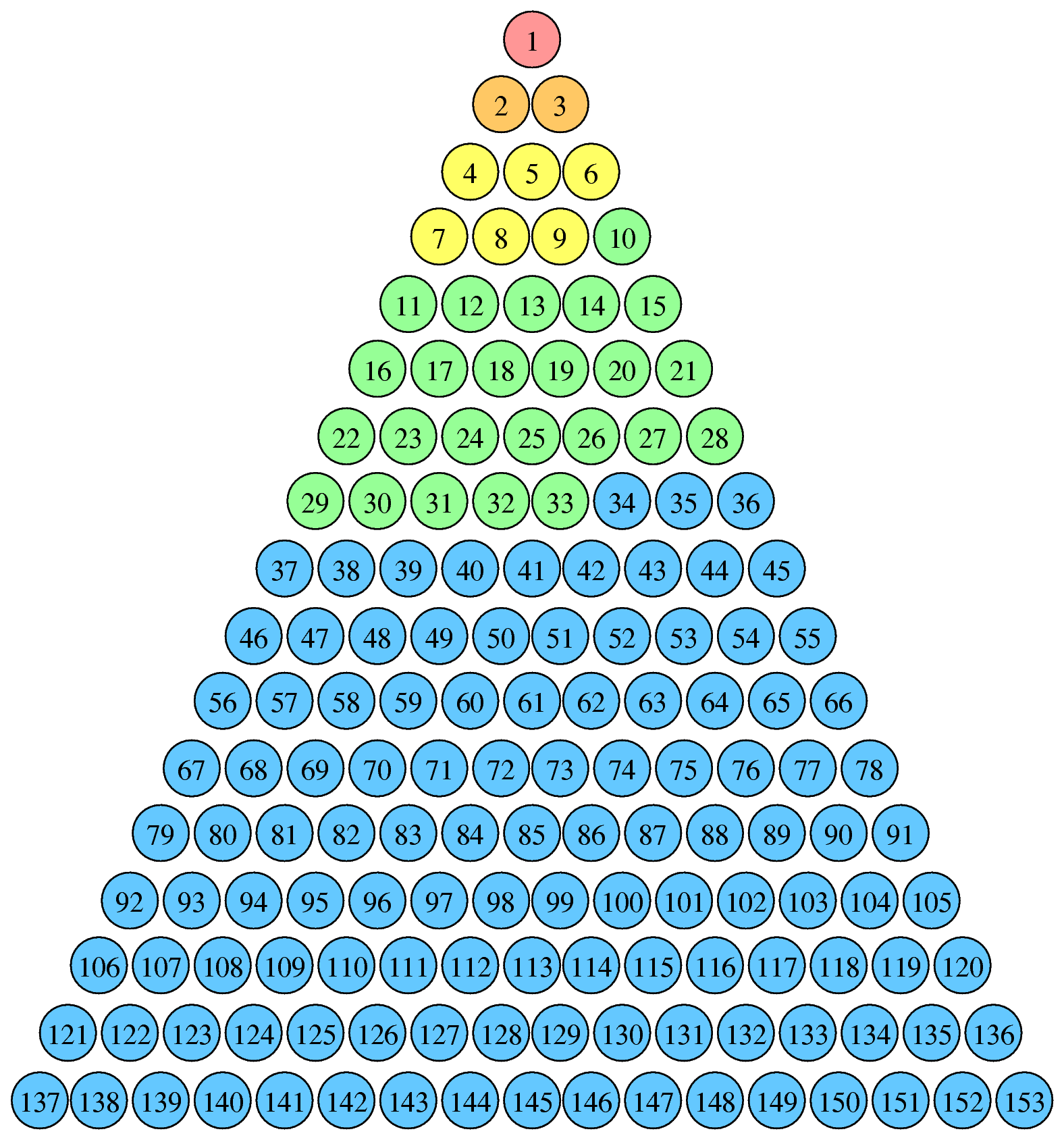
El número 153 es la suma de los cinco primeros factorialess positivos (mostrados en diferentes colores)

.
Entonces Simón Pedro subió a bordo y sacó la red a tierra, llena de peces grandes, 153 de ellos. Y aunque eran tantos, la red no se rompió 
Aquí se destacan dos puntos sobre la captura de peces:
1. había 153 peces grandes en la red.
2. incluso con tantos, la red no se rompió.

Ambas son el tipo de cosas que permanecerían en la mente de una persona que las hubiera presenciado de primera mano.
El número 153 es el decimoséptimo número triangular, así como la suma de los cinco primeros factoriales positivos, y está asociado a la forma geométrica conocida como Vesica Piscis (literalmente, «vejiga de un pez") o “Mandorla”, a la que Arquímedes, en su “medida de un círculo]”, se refería en la proporción 153/265 como constituyendo la “medida del pez”, siendo una representación imperfecta de 1/3½ Agustín de Hipona argumentó que el significado de que 153 sea la suma de los primeros 17 enteros es que 17 representa la combinación de la gracia divina (los siete dones del Espíritu Santo) y la ley (los Diez Mandamientos).

#### Versículo 14
Esta era ya la tercera vez que Jesús se revelaba a los discípulos después de haber resucitado de entre los muertos.
El arzobispo irlandés John McEvilly sugiere que el recuento se basa en las apariciones de Jesús a sus discípulos «colectivamente».

### Comentario a los versículos 1-14
Este pasaje, que relata la aparición de Jesús resucitado a sus discípulos junto al lago de Tiberíades, evoca la primera pesca milagrosa, en la que Jesús prometió a Pedro que sería pescador de hombres (cf. Lucas 5,1-11). Aquí, después de su resurrección, Jesús reafirma la misión de Pedro, confirmándolo como la cabeza visible de la Iglesia.
El relato subraya dos aspectos clave:
- El amor del discípulo amado: Es el primero en reconocer a Jesús resucitado. Esta percepción del discípulo amado, identificado tradicionalmente como Juan, es una señal de su pureza de corazón y amor profundo hacia Cristo. San Gregorio de Nisa refuerza esta idea al señalar que "Dios se deja contemplar por los que tienen el corazón puro". Juan, con su amor y cercanía espiritual a Jesús, es capaz de ver lo que otros no perciben inmediatamente.

- La fe de Pedro: Aunque Juan reconoce primero a Jesús, es Pedro quien, lleno de fe, se lanza al agua para llegar cuanto antes a su encuentro. Esto refleja el entusiasmo y la devoción de Pedro, características que lo hacen apto para el liderazgo en la Iglesia. Su respuesta rápida y decidida a la presencia de Jesús simboliza su rol de guía y pilar de fe entre los apóstoles.

El texto también insiste en la realidad física del Resucitado. Jesús no es solo un espíritu, sino que es el mismo que había compartido con ellos antes de su crucifixión y ahora lo hace nuevamente. Al comer con ellos, Jesús demuestra su naturaleza corporal y glorificada, lo que refuerza la autenticidad de su resurrección. Este detalle es crucial para afirmar que la resurrección no es una experiencia meramente espiritual, sino un evento tangible y concreto, un acto real que implica la transformación del cuerpo de Cristo. En resumen, el pasaje reafirma tanto el amor y la visión espiritual del discípulo amado como la fe y el liderazgo de Pedro, mientras subraya la realidad corporal de la resurrección de Jesús. Todo esto sirve para confirmar la misión de Pedro como líder de la Iglesia y para fortalecer la fe de los discípulos en el Cristo resucitado.

Pasa al lado de sus Apóstoles, junto a esas almas que se han entregado a Él: y ellos no se dan cuenta. ¡Cuántas veces está Cristo, no cerca de nosotros, sino en nosotros; y vivimos una vida tan humana! (…). Entonces, el discípulo aquel que Jesús amaba se dirige a Pedro: es el Señor. El amor, el amor lo ve de lejos. El amor es el primero que capta esas delicadezas. Aquel Apóstol adolescente, con el firme cariño que siente hacia Jesús, porque quería a Cristo con toda la pureza y toda la ternura de un corazón que no ha estado corrompido nunca, exclamó: ¡es el Señor! Simón Pedro apenas oyó es el Señor, vistióse la túnica y se echó al mar. Pedro es la fe. Y se lanza al mar, lleno de una audacia de maravilla. Con el amor de Juan y la fe de Pedro, ¿hasta dónde llegaremos nosotros?. 

Los Santos Padres y doctores de la Iglesia han comentado con frecuencia este episodio en sentido místico: la barca es la Iglesia, cuya unidad está simbolizada por la red que no se rompe; el mar es el mundo; Pedro en la barca simboliza la suprema autoridad en la Iglesia; el número de peces significa el número de los elegidos.

### Jesús restaura a Pedro (Versículos 15-19)
Jesús restaura a Pedro a la comunión después de que Pedro lo había negado anteriormente, y le dice a Pedro que apaciente las ovejas de Jesús. Esta restauración de Pedro ocurre en los Versículos 21:15-19. En contraste con las negaciones de Pedro durante la pasión, Jesús, como el Buen Pastor que cura la oveja herida:

Jesús ha confiado a Pedro una autoridad específica: “A ti te daré las llaves del Reino de los Cielos; y lo que ates en la tierra quedará atado en los cielos, y lo que desates en la tierra quedará desatado en los cielos” (Mt 16,19). El poder de las llaves designa la autoridad para gobernar la casa de Dios, que es la Iglesia. Jesús, “el Buen Pastor” (Jn 10,11), confirmó este encargo después de su resurrección: “Apacienta mis ovejas” (Jn 21,15-17). El poder de “atar y desatar” significa la autoridad para absolver los pecados, pronunciar sentencias doctrinales y tomar decisiones disciplinares en la Iglesia. Jesús confió esta autoridad a la Iglesia por el ministerio de los Apóstoles y particularmente por el de Pedro, el único a quien Él confió explícitamente las llaves del Reino. 

### El discípulo a quien Jesús amaba (Versículos 20-23)

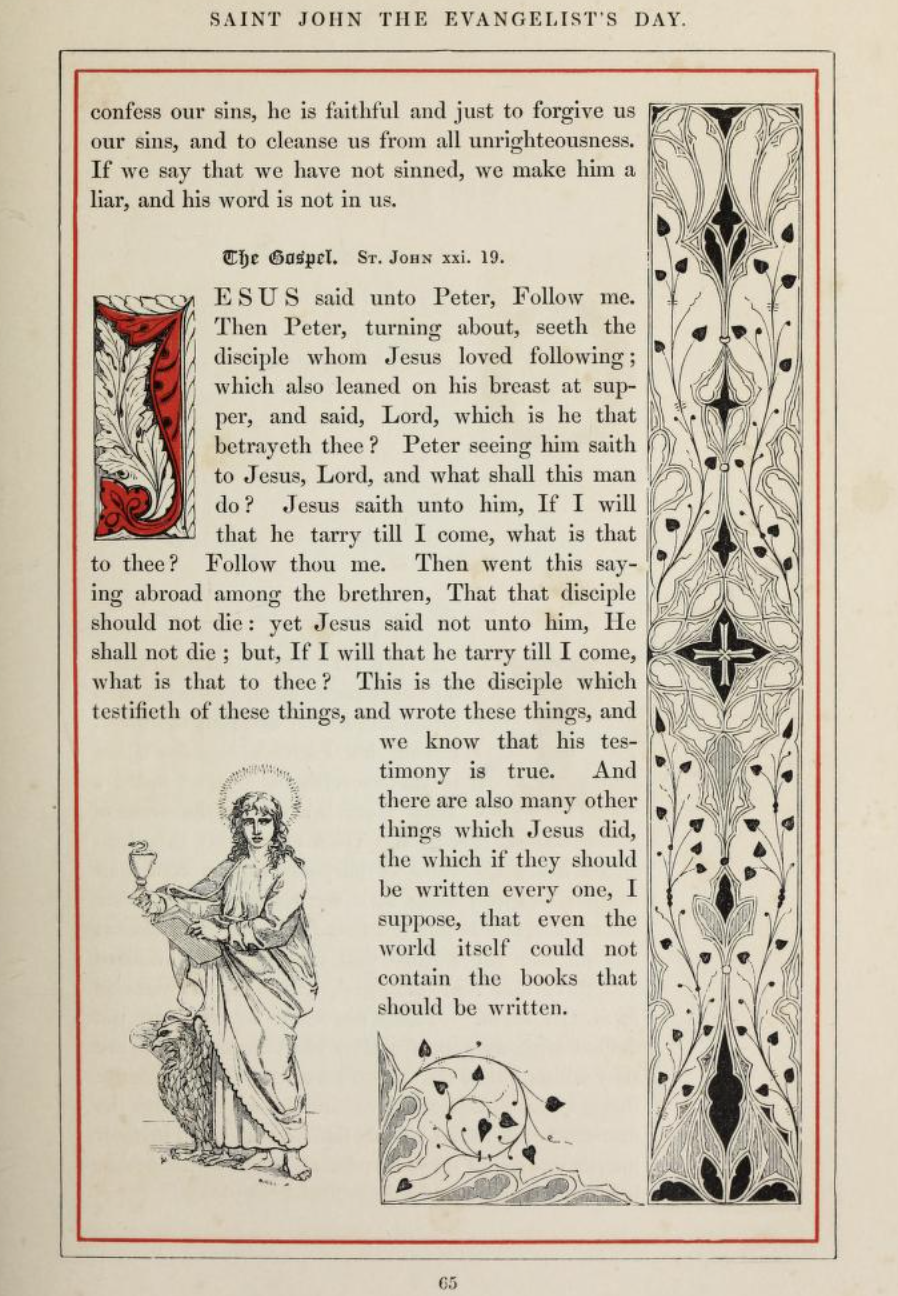
Juan 21:19-25 del Libro de Oración Común ilustrado de 1845

La descripción del destino del «discípulo amado» (normalmente se supone que es Juan el Apóstol) se presenta como un aparte a Pedro. Jesús dice que no es asunto de Pedro, aunque Jesús deseara que ese discípulo siguiera vivo hasta el final de los tiempos. El Versículo siguiente aclara que Jesús no dijo «Este discípulo no morirá», sino que no le incumbía a Pedro saberlo.
La última aparición de 'el discípulo a quien Jesús amaba' en este Versículo, junto con su primera aparición en capítulo 1 forman una «“inclusio” literaria de testimonio de testigos oculares» para privilegiar este testimonio (en el Evangelio de Juan 21:24) sobre el de Pedro, no para denigrar la autoridad de Pedro, sino para reclamar una calificación distinta como 'testigo ideal' de Cristo, porque sobrevive a Pedro y da su testimonio después de Pedro.  Richard Bauckham señala la aparición de al menos dos palabras específicas en las narraciones tanto de la primera como de la última aparición de este discípulo: «seguir» (Griego: ἀκολουθέω akoloutheó) y «permanecer/quedarse» (griego: μένω men). En el primer capítulo Versículo Juan 1:38 se afirma que «Jesús se volvió, y viéndolos seguir (“akolouthountas”), les dijo: »¿Qué buscáis? ««, luego en el Versículo Juan 1:39 ellos “permanecieron ('emeinan') con Él aquel día». En Juan 21, la última aparición del 'Discípulo a quien Jesús amaba' se indica utilizando palabras similares: en el versículo Juan 21:20 está escrito que «Pedro, volviéndose, vio al discípulo a quien Jesús amaba que seguía (“akolouthounta”)», luego en el versículo Juan 21:22 «Jesús le dijo [a Pedro]: «Si quiero que se quede (“menein”) hasta que yo venga, ¿qué os importa eso a vosotros?» Las apariciones también son cercanas a la de Pedro, ya que la primera, junto con Andrés, ocurrió justo antes de la de Pedro, a quien entonces se le dio el nombre de 'Cefas' (aludiendo al papel de Pedro tras la partida de Jesús), y la última, justo después del diálogo de Jesús con Pedro, reconociendo la importancia del testimonio de Pedro dentro de «la “”inclusio“” petrina», que también se encuentra en el Evangelio de Marcos y en el de Lucas (véase Lucas 8 en «Las mujeres que sostenían a Jesús»). 

### Conclusión (Versículos 24-25)
El capítulo y todo el libro se cierran con dos versículos que se refieren al autor del evangelio en tercera persona («Sabemos que su testimonio es verdadero»):

#### Versículo 24
Este es el discípulo que da testimonio de estas cosas, y que ha escrito estas cosas, y sabemos que su testimonio es verdadero 

#### Versículo 25
Y hay también muchas otras cosas que hizo Jesús, que si se escribieran una por una, supongo que ni el mundo mismo podría contener los libros que se escribirían. Amén. 
Aunque desde el siglo II algunos han interpretado el versículo 24 en el sentido de que el propio autor del Evangelio de Juan era el testigo ocular (a saber, el discípulo a quien Jesús amaba), otros estudiosos señalan que este versículo indica que el autor es alguien distinto de este discípulo, porque habla de sí mismo en primera persona del plural («sabemos») y del discípulo en tercera persona («el discípulo... que ha escrito todas estas cosas»). Por lo tanto, el autor simplemente afirma haber utilizado un informe escrito anterior, supuestamente de este discípulo, como fuente para escribir el Cuarto Evangelio.: 4:37 

### Comentario a los versículos 24-25
El pasaje señala que el testimonio del discípulo amado (Juan 21,20) es una garantía de la veracidad del Evangelio de Juan. Este testimonio legitima todo lo que se ha escrito desde el principio del libro y confirma que su contenido es confiable. El propósito del evangelio es fortalecer la fe de los lectores en Jesucristo, mostrando sus acciones y enseñanzas. Juan escribe bajo la inspiración del Espíritu Santo, y aunque presenta una visión profunda de Cristo, se reconoce que su evangelio no agota toda la verdad sobre Jesús. La figura de Jesús es infinita e insondable, y no puede ser totalmente comprendida ni expresada en su totalidad. Por lo tanto, siempre habrá más que descubrir sobre Jesús, incluso después de haber leído el evangelio.

Cuando comienza uno a interesarse por Jesucristo ya no le puede dejar. Siempre queda algo que saber, algo que decir; queda lo más importante. San Juan Evangelista termina su Evangelio precisamente así (Jn 21,25). Es tan grande la riqueza de las cosas que se refieren a Cristo, tanta la profundidad que hemos de explorar y tratar de comprender (…), tanta la luz, la fuerza, la alegría, el anhelo que de Él brotan, tan reales son la experiencia y la vida que de Él nos viene, que parece inconveniente, anticientífico, irreverente, dar por terminada la reflexión que su venida al mundo, su presencia en la historia, en la cultura, y en la hipótesis, por no decir la realidad de su relación vital con nuestra propia conciencia, exigen honestamente de nosotros.